# 岡山県道・兵庫県道365号上福原佐用線
岡山県道・兵庫県道365号上福原佐用線 （おかやまけんどう・ひょうごけんどう365ごう かみふくはらさようせん）は、岡山県美作市から兵庫県佐用郡佐用町に至る一般県道である。

## 概要
岡山県美作市上福原から兵庫県佐用郡佐用町佐用に至る。
中国自動車道に並走し、杉坂トンネルの上で県境をまたぐ。

### 路線データ
- 起点：岡山県美作市上福原（国道179号交点、岡山県道86号作東インター線終点）
- 終点：兵庫県佐用郡佐用町佐用（西山交差点、国道179号交点）

## 歴史
- 1993年（平成5年）5月11日 - 建設省から、県道上福原佐用線の一部を作東インター線として主要地方道に指定される[1]。

## 路線状況

### 重複区間
- 岡山県道86号作東インター線（岡山県美作市上福原（起点） - 美作市山城）
- 岡山県道・兵庫県道124号宮原力万線（兵庫県佐用郡佐用町福吉）

## 地理

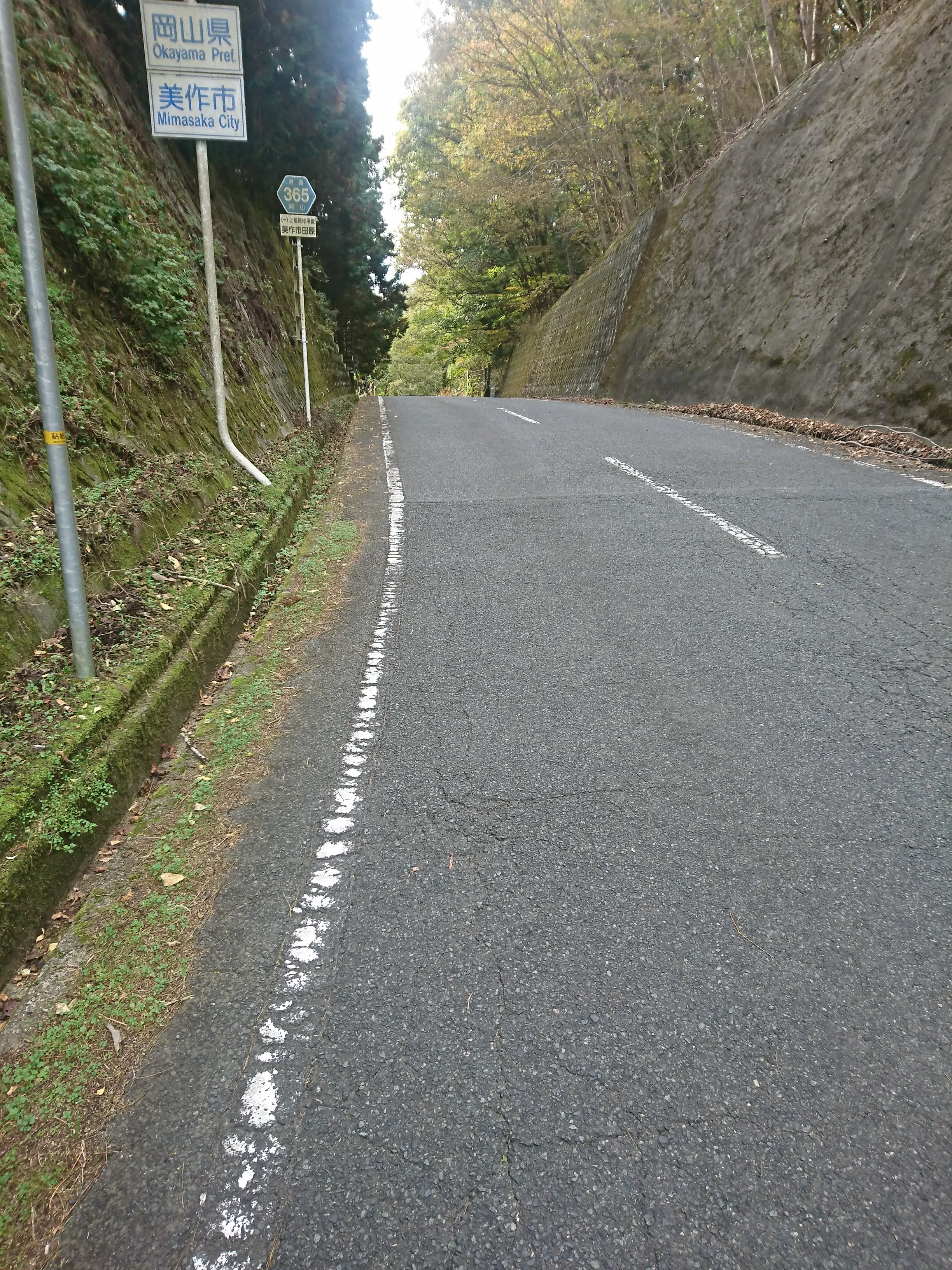
兵庫県と岡山県の県境杉坂峠付近

### 通過する自治体
- 岡山県
  - 美作市
- 兵庫県
  - 佐用郡佐用町

### 交差する道路
| 交差する道路                                             | 都道府県名 | 市町村名 | 市町村名 | 交差する場所 | 交差する場所      |
| -------------------------------------------------------- | ---------- | -------- | -------- | ------------ | ----------------- |
| 国道179号 岡山県道86号作東インター線 重複区間起点        | 岡山県     | 美作市   | 美作市   | 上福原       | 起点              |
| E2A 中国自動車道 岡山県道86号作東インター線 重複区間終点 | 岡山県     | 美作市   | 美作市   | 山城         | 11-1 作東IC       |
| 岡山県道・兵庫県道124号宮原力万線 重複区間起点           | 兵庫県     | 佐用郡   | 佐用町   | 福吉         |                   |
| 岡山県道・兵庫県道124号宮原力万線 重複区間終点           | 兵庫県     | 佐用郡   | 佐用町   | 福吉         |                   |
| 国道179号 国道373号 重複                                 | 兵庫県     | 佐用郡   | 佐用町   | 佐用         | 西山交差点 / 終点 |

### 交差する鉄道
- 姫新線

### 沿線
- 杉坂史跡
- E2A 中国自動車道 上月PA
- 幕山郵便局

### 峠
- 岡山県
  - 杉坂峠（美作市 - 兵庫県佐用郡佐用町）